# Leo Futsal
Leo Futsal – armeński klub futsalowy z siedzibą w mieście Erywań, obecnie występuje w najwyższej klasie rozgrywkowej Armenii.

## Sukcesy
- Mistrzostwo Armenii (2): 2016/17, 2017/18